# Stephen Doughty

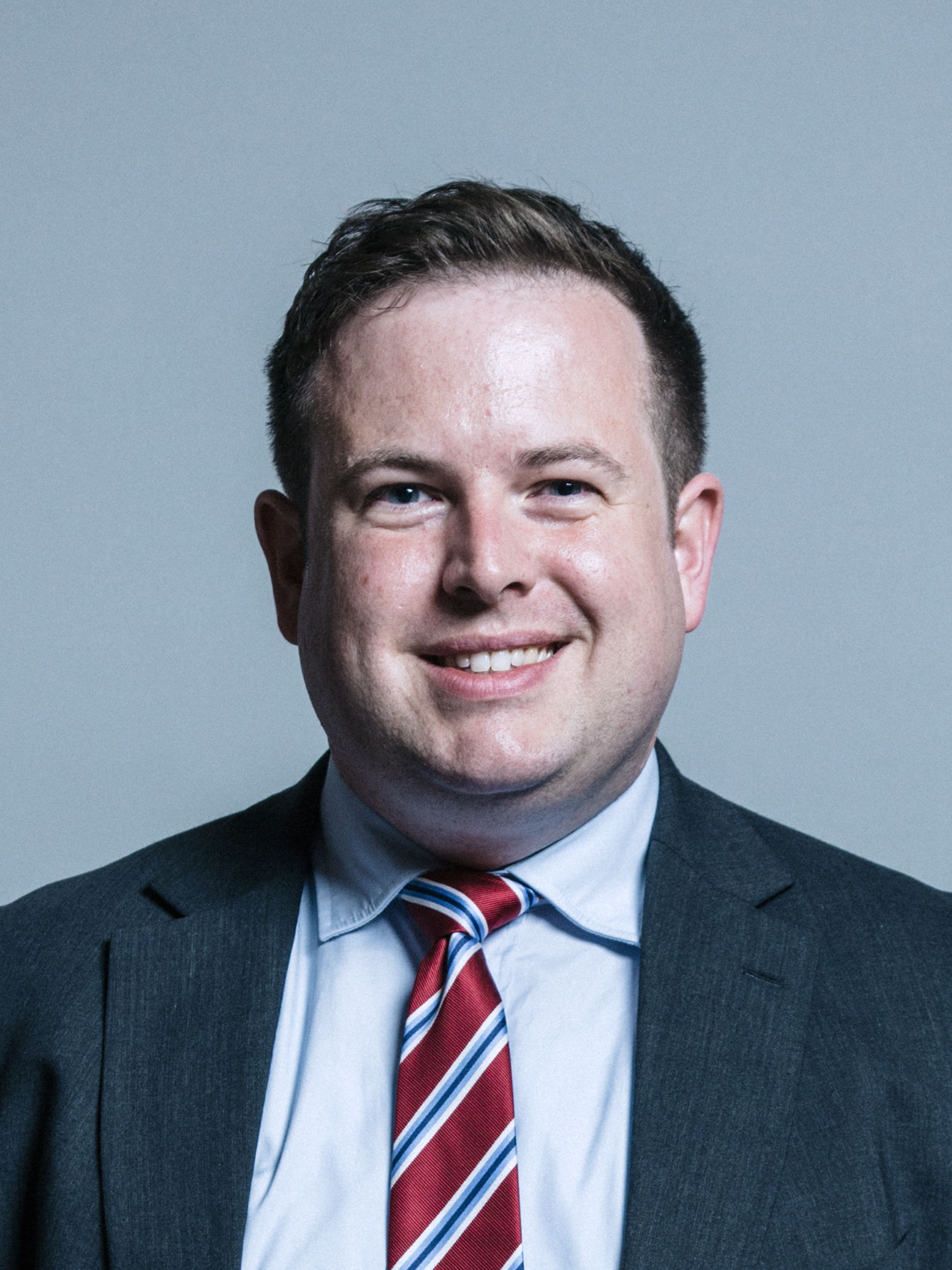
Stephen Doughty

Stephen Doughty (* 15. April 1980 in Llandaff, Cardiff, Wales) ist ein britischer Politiker der Labour Party.

## Leben
Doughty besuchte das Corpus Christi College in Oxford und studierte Philosophie, Politikwissenschaften und Ökonomie an der University of St Andrews. Bei der durch den Rücktritt von Alun Michael notwendig gewordenen Nachwahl im November 2012 konnte er den Wahlkreis Cardiff South and Penarth für Labour verteidigen, seither ist er Abgeordneter im britischen Unterhaus. Er ist auch Mitglied der Co-operative Party, zum Zeitpunkt seiner Kandidatur 2012 war er zudem  Vorsitzender von Oxfam in Wales.